# Sackarosestrar i blandning med mono- och diglycerider av fettsyror
Sackarosestrar i blandning med mono- och diglycerider av fettsyror är ett emulgering- och stabiliseringsmedel med e-nummer E 474 som inom livsmedelsindustrin används i värmebehandlade köttprodukter, margarin, kakor och glass med flera med upp till 5 gram per kilogram. I andra livsmedel som kakor där de används som fettemulsion får de användas med upp till 10 gram per kilogram, och i burkkaffe med 1 gram per liter. Den får även användas i vissa alkoholhaltiga drycker med upp till 5 gram per liter och i pulver till varma drycker med upp till 10 gram per liter. Det kan även skydda stärkelser och proteiner när dessa värms upp eller fryses. ADI är satt av JECFA till 30 mg/kg och av SCF till 20 mg/kg. Detta medför att ADI lätt överskrides, och man är osäker på vad som i de fallen händer.
Tillsatsen är en förening av socker och fettsyror (E 570). Om man tar bort mono- och diglyceriderna får man tillsatsen E 473. Vid ytterligare processering får man fettersättningen olestra, som inte har något e-nummer och som ej heller används i Europa.